# Embletoniidae
Embletoniidae är en familj av snäckor. Embletoniidae ingår i ordningen nakensnäckor, klassen snäckor, fylumet blötdjur och riket djur.
Familjen innehåller bara släktet Embletonia.